# アスカリ・モハンマディアン
アスカリ・モハンマディアン (ペルシア語:  عسکری محمدیان、ラテン表記:Askari Mohammadian、1963年3月2日 - ) は、イランのレスリング選手。ソウルオリンピックとバルセロナオリンピックで2つの銀メダルを獲得した。マーザンダラーン州のサーリー出身。アスガリと表記されることがある。

## 実績
- オリンピック
  - 1988年　ソウル 銀メダル
  - 1992年  バルセロナ　銀メダル
- 世界選手権
  - 2位　1989年
- アジア競技大会
  - 優勝　1986年
  - 2位　1982年
- アジア選手権
  - 優勝　1983年
  - 2位　1989年